# Skogspärlemorfjäril
Skogspärlemorfjäril, Fabriciana adippe, en fjärilsart som beskrevs av Michael Denis och Ignaz Schiffermüller 1775. Skogspärlemorfjäril ingår i släktet Fabriciana och familjen praktfjärilar, Nymphalidae. Arten förekommer på ängar där det växer blommor, i skogsgläntor och annan glesare skogsmark. Artens värdväxter är violer. Arten är reproducerande i både Sverige och Finland och enligt respektive rödlista är arten livskraftig, LC i båda länderna. Även i Europa som helhet är arten bedömd som livskraftig.

## Utseende
Vingspannet varierar mellan 51 och 63 millimeter Hanen och honan är ganska lika varandra. Ovansidan är orange och mönstrad med brunsvarta fläckar, både runda och mer oregelbundna. Ytterkanterna är svartbruna med en rad av tandade brunsvarta fläckar strax innanför. 
Undersidan av framvingen är ljusare orange med strödda brunsvarta fläckar. Framhörnet är mönstrat med gula och ljusbruna fält. Undersidan på bakvingen skiljer sig åt mellan olika underarter. Som exempel har nominatunderarten, Fabriciana adippe adippe, fält i ljusbrunt, orange och vitt medan Fabriciana adippe cleodoxa istället för vita har gula fält. Gemensamt för bådas undersida av bakvingen är grönaktiga framkanter och bakkanter samt ett tvärgående band av runda bruna fläckar med vit mitt som är inringad med brunsvart.
Larven är gråbrun eller gråsvart med ljusare längsgående ränder och ett ljusbrunt huvud. Den är försedd med relativt långa taggar och blir upp till 40 millimeter lång.

## Levnadssätt
Flygtiden, den period när fjärilen är imago, infaller i juli-augusti. Under flygtiden parar sig fjärilarna och honan lägger äggen i närheten av larvens värdväxter. Larven växer sig kläckningsfärdig inuti ägget, men ägget kläcks inte förrän på våren året därpå. Värdväxter, som är de växter larven lever av, är för skogspärlemorfjärilen olika violarter.
Larven äter och växer under 2-3 månader varefter den spinner ett litet rum av blad och i detta rum förpuppas den. Efter 2-4 veckor kläcks den fullbildade fjärilen ur puppan och en ny flygtid börjar.

### Habitat
Fjärilens livsmiljö är blomsterängar och gläntor i skogsmark.

## Utbredning
Skogspärlemorfjärilens utbredningsområde är från Europa och genom den tempererade delen av Asien till Amurområdet och Japan. I Norden finns den i hela Danmark, i sydöstligaste Norge, i Sverige upp till södra Norrland samt i södra halvan av Finland.

## Systematik
Denna art placerades tidigare i släktet Argynnis men underläktet Fabriciana har tillsammans med undersläktet Speyeria brutits ut och blivit egna släkten. Cataloge of Life listar 42 underarter.

### Underarter
- Fabriciana adippe adelassia (Fruhstorfer, 1910)
- Fabriciana adippe aglaiaeformis (Watkins, 1924)
- Fabriciana adippe anticopupullata Verity, 1950
- Fabriciana adippe astorica (Tytler, 1940)
- Fabriciana adippe bajuvarica (Spuler, 1901)
- Fabriciana adippe bischoffi Reuss, 1922
- Fabriciana adippe cannelata (Peschke, 1934)
- Fabriciana adippe chrysodippe Staudinger, 1892
- Fabriciana adippe cleodoxa (Ochsenheimer, 1816)
- Fabriciana adippe coredippe Leech, 1926
- Fabriciana adippe doii (Matsumura, 1928)
- Fabriciana adippe flavescens (Matsumura, 1929)
- Fabriciana adippe flavescens (Eisner, 1942)
- Fabriciana adippe garcila (Fruhstorfer, 1910)
- Fabriciana adippe gyala (Tytler, 1940)
- Fabriciana adippe infrarufescens Lempke, 1956
- Fabriciana adippe juldana Reuss, 1922
- Fabriciana adippe leechi (Watkins, 1924)
- Fabriciana adippe magnaclarens (Gaillard)
- Fabriciana adippe mainalia (Fruhstorfer, 1910)
- Fabriciana adippe martini Reuss, 1922
- Fabriciana adippe microvorax Belter, 1935
- Fabriciana adippe mohmandorum (Fruhstorfer, 1912)
- Fabriciana adippe nivaeus Oberthür
- Fabriciana adippe nonargentata (Matsumura, 1929)
- Fabriciana adippe numerica (Matsumura, 1929)
- Fabriciana adippe numon (Matsumura, 1929)
- Fabriciana adippe olympena (Verity, 1937)
- Fabriciana adippe parvavirescens (Verity, 1929)
- Fabriciana adippe persephone (Hemming, 1934)
- Fabriciana adippe pseudocleodoxa (Verity, 1922)
- Fabriciana adippe ruckerti (Fruhstorfer, 1911)
- Fabriciana adippe satakei (Nakahara, 1926)
- Fabriciana adippe siciliensis Reuss, 1926
- Fabriciana adippe syrinx (Borkhausen, 1782)
- Fabriciana adippe taurica Staudinger, 1879
- Fabriciana adippe thalestria (Jachontov, 1909)
- Fabriciana adippe tianschanica (Alphéraky, 1882)
- Fabriciana adippe vorax (Butler, 1871)
- Fabriciana adippe vulgoadippe (Verity, 1929)
- Fabriciana adippe xipe (Grum-Grshimailo, 1891)
- Fabriciana adippe zarewna (Fruhstorfer, 1912)